# Parigi-Roubaix 1947
La Parigi-Roubaix 1947, quarantacinquesima edizione della corsa, fu disputata il 6 aprile 1947, per un percorso totale di 246 km. Fu vinta dal belga Georges Claes giunto al traguardo con il tempo di 6h10'34" alla media di 39,830 km/h davanti a Adolf Verschueren e Louis Thiétard. L'italiano Olimpio Bizzi fu considerato il vincitore morale della corsa poiché dopo più di 200 chilometri di fuga e con più di 2 minuti di vantaggio sugli inseguitori fu costretto a fermarsi a Lesquin per cambiare una ruota fracassata. Verrà raggiunto a circa due chilometri dal traguardo.
I ciclisti che tagliarono il traguardo a Roubaix furono 36 (16 belgi, 15 francesi, 4 italiani e 1 polacco).

## Ordine d'arrivo (Top 10)
| Pos. | Corridore           | Squadra       | Tempo    |
| ---- | ------------------- | ------------- | -------- |
| 1    | Georges Claes       | Rochet        | 6h10'34" |
| 2    | Adolf Verschueren   | Huybrechts    | s.t.     |
| 3    | Louis Thiétard      | Metropole     | s.t.     |
| 4    | Raymond Impanis     | Alcyon-Dunlop | a 16"    |
| 5    | Alberic Schotte     | Alcyon-Dunlop | a 51"    |
| 6    | Olimpio Bizzi       | Viscontea     | a 56"    |
| 7    | Edouard Fachleitner | France Sport  | s.t.     |
| 8    | Maurice De Muer     | Peugeot       | s.t.     |
| 9    | Lucien Teisseire    | Viscontea     | a 2'42"  |
| 10   | Lucien Vlaemynck    | Olmo          | a 3'43"  |